# Поньга (посёлок железнодорожной станции)
По́ньга — посёлок железнодорожной станции в Онежском районе Архангельской области. Входит в состав Нименьгского сельского поселения.

## Этимология
Название Поньга получила от одноимённой реки Поньга, вытекающей из Нижнего Поньгозера. Формант га означает «вода».

## География
Посёлок железнодорожной станции Поньга расположен на севере
Онежского района в 15 км к югу от города Онега, к северо-западу от озёр Нижнее Поньгозеро и Верхнее Поньгозеро. Станция Поньга Северной железной дороги находится на линии «Беломорск — Обозерская».

## История
До Великой Отечественной войны территория нынешних станции и посёлка Поньга относилась к Подпорожскому сельсовету Онежского района. Рабочее движение на участке Обозерская — Кодино открылось в 1939 году. В 1941 году на линии Сорокская — Обозерская было открыто сквозное рабочее движение. Дорога строилась заключёнными «Сорокалага» (подразделения ГУЛЖДС НКВД СССР). Линия Вологда – Коноша – Обозёрская – Малошуйка – Маленьга – Беломорск и далее на Мурманск полностью электрифицирована на переменном токе напряжением 25 кВ и является частью грузового экспортного коридора из России в Финляндию. Со стороны Вологды до станции Обозёрская линия двухпутная. От Обозерской, через Поньгу, до Беломорска — однопутная.
В советское время в Поньге начиналась Поньгская узкоколейная железная дорога.
Поньга с 2006 года входит в состав муниципального
образования «Нименьгское».

## Население
| 2002 | 2009 | 2010 | 2012 |
| ---- | ---- | ---- | ---- |
| 109  | ↗119 | ↘87  | ↗119 |